# Rolf Schill
Rolf Schill (* 5. Juli 1933 in Tarutino (damals Rumänien); † 17. Januar 1992 in Zorge (Deutschland)) war ein deutscher Komponist und Kapellmeister.

## Leben
Die Familie zog 1939 nach Ulm in Deutschland, kurz vor der Invasion sowjetischer Truppen in Bessarabien. Rolf Schill besuchte das dortige Humboldt-Gymnasium und schloss mit dem Abitur ab. Danach folgte das Studium an der Musikhochschule Stuttgart unter Johann Nepomuk David und Hermann Reutter. Kurzzeitig besuchte er auch die Kirchenmusikschule Esslingen.
Seine musikalische Laufbahn begann Schill als Kapellmeister; zunächst in Ulm (1958–1959) und am Stadttheater Cottbus (1959–1970), wo er den Theaterregisseur Rolf Winkelgrund kennenlernte. Beide wechselten gemeinsam 1970 ans Hans Otto Theater in Potsdam. Dort inszenierten sie gemeinsam über viele Jahre musikalische Theaterstücke, Märchen, Operetten oder Musicals. Schill übernahm dabei die Leitung des Orchesters und lieferte für viele Inszenierungen eigene Kompositionen oder Arrangements bekannter Stücke anderer Komponisten. Bemerkenswerte Aufführungen waren dabei Der weiße Anzug oder Die Überquerung des Niagarafalls nach Stücken von Alonso Alegría, Das Wunschkind oder Bluthochzeit. 1991 wechselte Schill kurzzeitig ins Schauspielfach und spielte den Pfarrer in der Verfilmung Trillertrine.
Rolf Schill war seit 1959 verheiratet mit Herta Schill (geb. Bohot), daselbst Musiklehrerin. Er starb am 17. Januar 1992 in Zorge und hinterließ drei Kinder: Susanne, Roland und Christof, von denen zwei ebenfalls musikbezogene Berufe einschlugen: Susanne ist Kirchenmusikerin, Christof professioneller Flamencogitarrist aber auch Roland spielt Gitarre.

## Kompositionen (Auswahl)

### Kammermusik
- Klavierspielbuch für junge Leute, für Klavier (1972)
- Volksliederquartett, für Trompete, Horn, Posaune und Tuba (1974)
- Präludium Rhythmikum, für Orgel (1977)
- Barcelona - spanische Suite, für Klavier (1978)
- Kinderlieder-Quartett, für Trompete, Horn, Posaune und Tuba (1978)
- B-A-C-H Ostinato, für Orgel (1990)
- Rondino concertante, für 2 Gitarren (1990)
- Swinging con fugato, für 2 Gitarren (1991)[4]
- Drei Lieder nach Texten von Georg Kreisler, für Stimme und Klavier
- Fuge e-Moll für Orgel
- Meditation für Klavier
- Heftige Erregung für Klavier
- Der rollende Pfennig für Klavier
- Pfeiflied für Klavier
- Kleines Stück für Klavier
- Kadenz zur Passacaglia c-Moll für Orgel von J.S.Bach
- 17 Lieder nach eigenen Texten
- Grand Sonata für Pianoforte
- Weihnachtslieder Sinfonietta für Orgel, Bongos und Tambourin
- Ein gar köstlich Choralmelodie
- 3 Ostinato Walzer
- Improvisation: Gisela
- Kadenz zum 3. Brandenburgischen Konzert von  J.S.Bach

### Bühnenmusik
Rolf Schill komponierte oder arrangierte einzelne Stücke oder die ganze Musik unter anderem zu folgenden Aufführungen:
- Schauspieler müsste man sein. Musikalische Komödie für Schauspieler frei nach Motiven der Offenbach-Operette "Madame Favart". DNB 790349256
- Bluthochzeit
- Das Wunschkind
- Der weiße Anzug
- Die Überquerung des Niagarafalls
- Der Tartüff[5]
- Göttliche Komödie
- Julius und Romea oder Der Papierkrieg: Satirische Komödie; Text und Musik: Rolf Schill
- Die Bremer Stadtmusikanten
- Nora Tarantella